# Sok
El Sok - Сок (rus) - és un riu de Rússia, un afluent per l'esquerra del Volga. Passa per les províncies de Samar i d'Orenburg.
Té una llargària de 364 km i una conca d'11.700 km². El seu cabal mitjà és de 16,1 m³/s a 174 km de la desembocadura. Neix a les muntanyes de Bugulmà i Belebei, al sud de Bugulmà. Flueix al nord de Samara i desemboca al nord d'aquesta ciutat a l'embassament de Saràtov. És de règim sobretot nival. Les crescudes del riu es donen a l'abril i a començaments de maig. Roman glaçat generalment de finals d'octubre a abril. El seu afluent principal és el Kondurtxa, per la dreta. Les poblacions més importants que hi ha a la vora del riu són Sernovodsk i Surgut.
Les fonts d'aigua sulfúrica de la vall del riu Sok són famoses a la regió des de l'edat mitjana. El tsar Pere I, en aturar-se a l'indret durant les seves campanyes d'Azov (1695), tingué coneixement d'aquestes fonts, i en ésser el sofre un ingredient de la pólvora, decidí establir a Samara una fàbrica de sofre.